# Хрулинский-Бурбо, Рафаил Антонович
Рафаил Антонович Хрулинский-Бурбо — ученый-юрист, общественный и военный деятель, кандидат юридических наук, старший преподаватель кафедры уголовного права Саратовского юридического института, начальник штаба Кировского полка Саратовской стрелковой дивизии народного ополчения.

## Биография
Рафаил Антонович Хрулинский-Бурбо родился 8 ноября 1892 года в с. Беково Сердобского уезда Саратовской губернии в дворянской семье.
- 1911 год — оканчивает Астраханскую мужскую гимназию № 1[1].
- 1916 год — оканчивает Демидовский юридический лицей (г. Ярославль) со степенью кандидата юридических наук и в этом же году Александровское военное училище (г. Москва).
- 1916 год — 1918 год — служба в 92 резервном пехотном полку в Саратове взводным офицером, затем полковым адъютантом.
- январь 1918 года — январь 1919 года — председатель следственной комиссии Саратовского окружного народного суда.
- январь 1919 года — октябрь 1919 года — военный следователь Саратовского губернского военного комиссариата.
- октябрь 1919 года — 1 сентября 1921 года — председатель совета полковых судей Саратовского военно-судебного округа.
- 1 сентября 1921 года — 1 сентября 1922 года — заведующий консультационным подотделом Саратовского губернского отдела юстиции.
- 1 сентября 1922 года — 21 мая 1928 года — помощник Саратовского губернского прокурора.
- 21 мая 1928 года — 16 февраля 1929 года — старший помощник прокурора Нижне-Волжского края.
- 1 октября 1925 года — август 1933 года — преподаватель советского права в Саратовской школе рабоче-крестьянской милиции сначала по совместительству, а с 16 февраля 1929 года на постоянной основе.
- август 1933 года — 10 февраля 1938 года — заместитель начальника школы — начальник учебно-строевой части.
- 10 февраля 1938 года — уволен после проведенной «чистки» рядов советской милиции в связи со своим дворянским происхождением.
- май 1938 года — январь 1940 года — работа в Саратовской областной коллегии адвокатов.
- 1 февраля 1940 года — 1 декабря 1956 года — преподаватель Саратовского юридического института сначала на кафедре административного, затем уголовного права.
- июль 1941 года — июль 1942 года — начальник штаба Кировского полка Саратовской стрелковой дивизии народного ополчения.

Хрулинский-Бурбо Р. А. уволен из института 1 декабря 1956 года в связи с выходом на пенсию. Умер в Саратове.

## Публикации

### Книги
- Хрулинский-Бурбо Р. А. Инструкция органам милиции по обнаружению и исследованию преступлений. — Саратов: Типолит. №9, 1923. — 63 с.

### Статьи
- Хрулинский-Бурбо Р. А. Понятие хищения социалистической собственности // Научная конференция. Тезисы докладов : сборник. — Саратов, 1954. — С. 82—83.
- Хрулинский-Бурбо Р. А. Против института прикосновенности в теории советского уголовного права // Ученые записки Саратовского юридического института имени Д. И. Курского. — Саратов, 1952. — № 3. — С. 164—171.
- Хрулинский-Бурбо Р. А. Советское уголовное законодательство о борьбе со спекуляцией и квалификация преступлений по статьям 107 и 105 УК РСФСР // Ученые записки Саратовского юридического института имени Д. И. Курского. — Саратов, 1948. — № 2. — С. 3—35.

## Награды
- Медаль «За победу над Германией в Великой Отечественной войне 1941—1945 гг.»
- Медаль «За доблестный труд в Великой Отечественной войне 1941—1945 гг.»